# 马多尔 (上马恩省)
马多尔（法語：Mardor，法語發音：[maʁdɔʁ]）是法国上马恩省的一个市镇，属于朗格勒区。

## 地理
马多尔（47°53'17"N, 5°12'18"E）面积7.44 平方千米，位于法国大東部大區上马恩省，该省份为法国东北部内陆省份，北起马恩省和默兹省，西接奥布省，西南接科多尔省，东南接上索恩省，东临孚日省。
与马多尔接壤的市镇（或旧市镇、城区）包括：奥尔芒塞、圣谢尔格、瓦西讷。

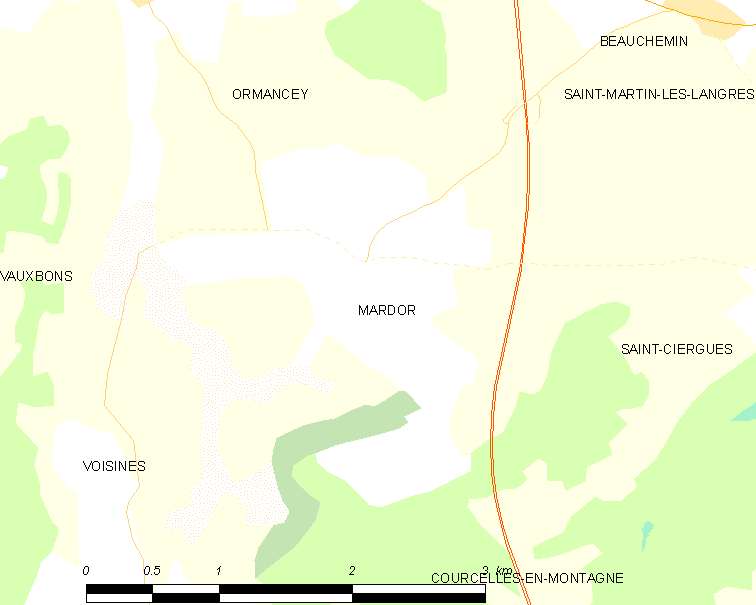
的OSM定位图

马多尔的时区为UTC+01:00、UTC+02:00（夏令时）。

## 行政
马多尔的邮政编码为52200，INSEE市镇编码为52312。

## 政治
马多尔所属的省级选区为朗格勒县。

## 人口

1962-2008年间人口变化图示

马多尔于2022年1月1日时的人口数量为57人。